# 마야 요슈차크
마야 요슈차크(크로아티아어: Maja Joščak, 1990년 8월 4일 ~ )는 크로아티아의 여자 축구 선수이다. 포지션은 공격수이며, 현재 ZNK 오시예크 소속이다.